# Акопян, Самвел
Самве́л Акопя́н (арм. Սամվել Հակոբյան; 11 сентября 1993, Ереван, Армения) — армянский футболист, нападающий.

## Клубная карьера
Акопян начинал спортивную карьеру в школе «Бананца». Позже подписал контракт и выступал за молодёжные команды в Первой лиге.
2009 год провёл в юношеской команде Бананц-3, а годом позже в молодёжной Бананц-2 из-за снятия юношеской с первенства Первой лиги.
В 2011 году поступило предложение из дилижанского «Импульса», на которое Акопян ответил согласием. Дебют состоялся 23 июля в Дилижане, где «Импульс» принимал действующего на тот момент чемпиона «Пюника». Акопян вышел на 65 минуте матча, заменив Артака Оганесяна. Примечательным стал дебют, так как спустя 6 минут после выхода на поле Акопян забил гол, открыв счёт своим голам и голам в матче. Гол Акопяна не стал победный, так как через 8 минут «Импульс» пропустил в свои ворота от футболиста «Пюника» — Оганеса Оганесяна. Через неделю Акопян вновь отмечается на поле забитым голом, и на сей раз его гол в ворота «Ширака» становится победным 3:2. Причём мяч был забит после выхода на замену, спустя 5 минут.

## Статистика выступлений
Данные на 18 августа 2012 года
| Клуб             | Сезон            | Чемпионат | Чемпионат | Кубки | Кубки | Еврокубки | Еврокубки | Всего | Всего |
| Клуб             | Сезон            | Матчи     | Голы      | Матчи | Голы  | Матчи     | Голы      | Матчи | Голы  |
| ---------------- | ---------------- | --------- | --------- | ----- | ----- | --------- | --------- | ----- | ----- |
| Бананц-3         | 2009             | ?         | 1         | 0     | 0     | 0         | 0         | ?     | 1     |
| Всего            | Всего            | ?         | 1         | 0     | 0     | 0         | 0         | ?     | 1     |
| Бананц-2         | 2010             | 6         | 0         | 0     | 0     | 0         | 0         | 6     | 0     |
| Всего            | Всего            | 6         | 0         | 0     | 0     | 0         | 0         | 6     | 0     |
| Импульс          | 2011             | 14        | 2         | 0     | 0     | 0         | 0         | 14    | 2     |
| Импульс          | 2012/13          | 14        | 2         | 1     | 0     | 0         | 0         | 15    | 2     |
| Всего            | Всего            | 28        | 4         | 1     | 0     | 0         | 0         | 29    | 4     |
| Импульс-2        | 2012/13          | ?         | 1         | 0     | 0     | 0         | 0         | ?     | 1     |
| Всего            | Всего            | ?         | 1         | 0     | 0     | 0         | 0         | ?     | 1     |
| Всего за карьеру | Всего за карьеру | 35        | 6         | 1     | 0     | 0         | 0         | 36    | 6     |

## Достижения
- «Импульс»
  - Финалист Кубка Армении: 2011/12